# DarkBASIC
DarkBasic är ett programspråk som till största del inriktar sig på spelprogrammering. Idén bakom DarkBasic är att användaren genom ett relativt enkelt programspråk skall kunna programmera avancerade spel och 3D-applikationer.
De flesta av Darkbasic kommandon känns igen från exempelvis Qbasic. Till dessa kommandon har ytterligare kommandon lagts till för att enkelt kunna programmera avancerade tredimensionella objekt.
DarkBasic använder DirectX API:et för att rita upp grafik.